# Caganer
El caganer, també conegut com l'home que caga, l'home que fa les seves necessitats o, a Menorca, en Bernat qui caga, és una figura present als pessebres dels Països Catalans, sovint amagada en un racó o darrere d'un arbust, on fa les seves necessitats a l'aire lliure. Se li sol atribuir la facultat d'abonar la terra i, per extensió, una forma d'invocar la fortuna.
Vestit generalment amb camisa blanca, pantaló fosc, faixa i barretina vermelles i, a vegades, amb una pipa als llavis. És l'única figura sotmesa a una continua reinterpretació anual. Alguns figuraires recreen en el caganer personatges mediàtics i d'actualitat, entre els quals podem trobar polítics, actors, músics o futbolistes. El pagès, però, no ha deixat de ser la forma més popular.

## Història

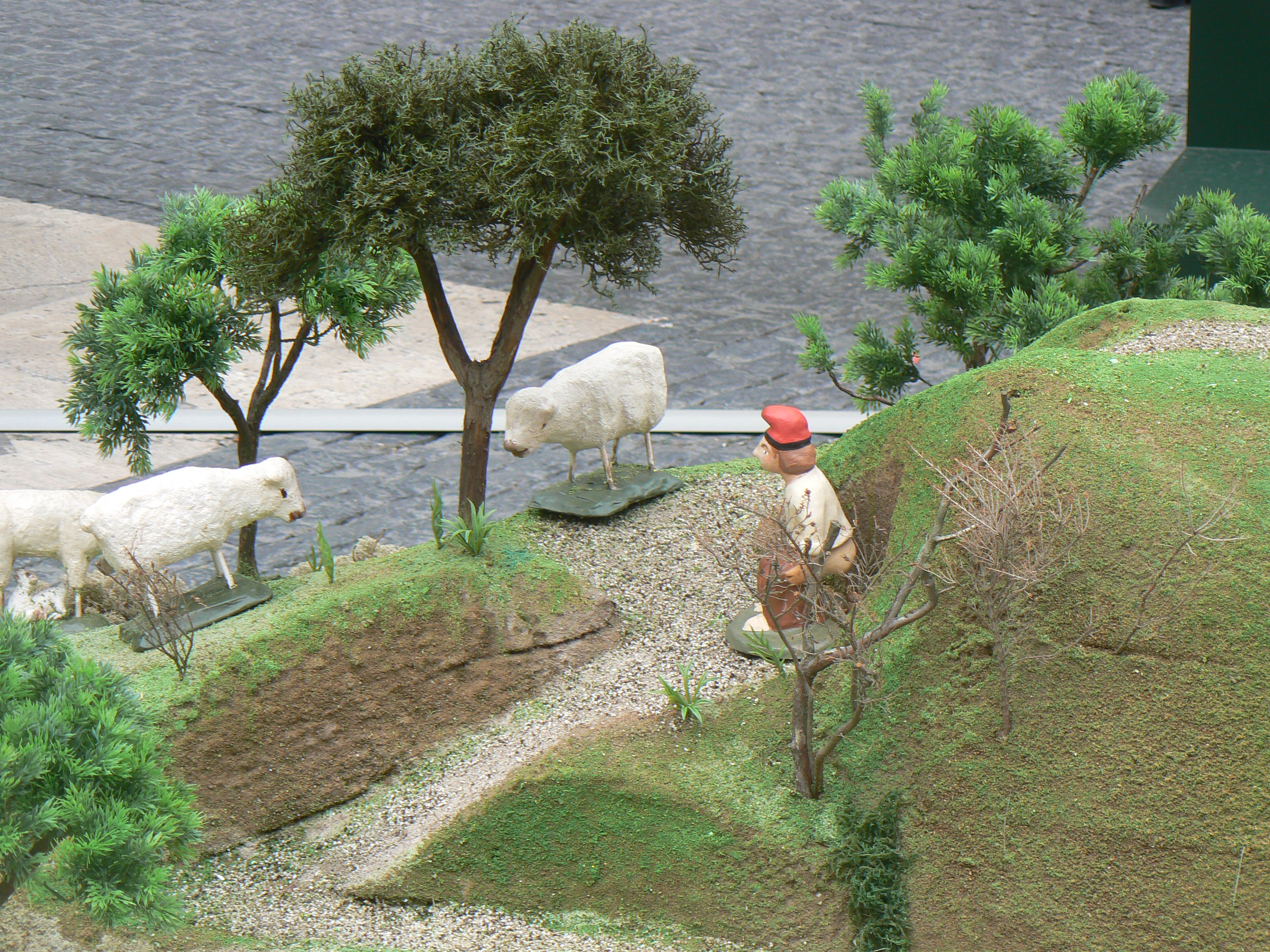
Caganer que fa de ventre en un racó del pessebre

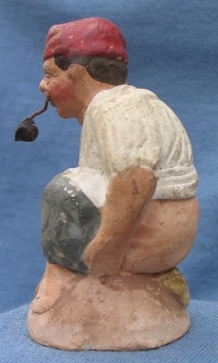
Caganer popular

La figura del caganer va introduir-se al pessebre a finals del segle xvii o principis del segle xviii. Però no era una imatge de nova creació, sinó un personatge que es trobava representat a les antigues rajoles dels oficis.
Encara que no es conegui amb exactitud quina és la raó de col·locar una figura cagant, segons l'etnòleg Joan Amades, el caganer amb les seves femtes fertilitza la terra, fet pel qual se'l considera un símbol de prosperitat i bona sort per a l'any vinent. Representa la salut i la tranquil·litat de cos i ànima que cal per muntar el pessebre, amb el goig i l'alegria que comporta Nadal a la llar.
Des de mitjan segle xx, la figura del caganer ha rebut més atenció pública i noves variants i reinterpretacions. La variant femenina d'aquesta popular figura, va ser creada al voltant del 1965 pel figuraire Lluís Vidal a la fira de Santa Llúcia. Aquesta acostuma a vestir amb un xal a les espatlles i un mocador al cap. Anys més tard, el 1980, també es va crear l'Associació d'Amics del Caganer. Aquesta entitat cultural té cura de la seva recerca i la divulgació. A més a més, existeix una col·lecció privada de caganers a Osona que rep el nom de Museu del Caganer.
En la història del costumisme nadalenc català, el caganer no és l'única que té una connotació escatològica; són també rellevants el tió i, recentment, la figura del pixaner.

## Àrea geogràfica

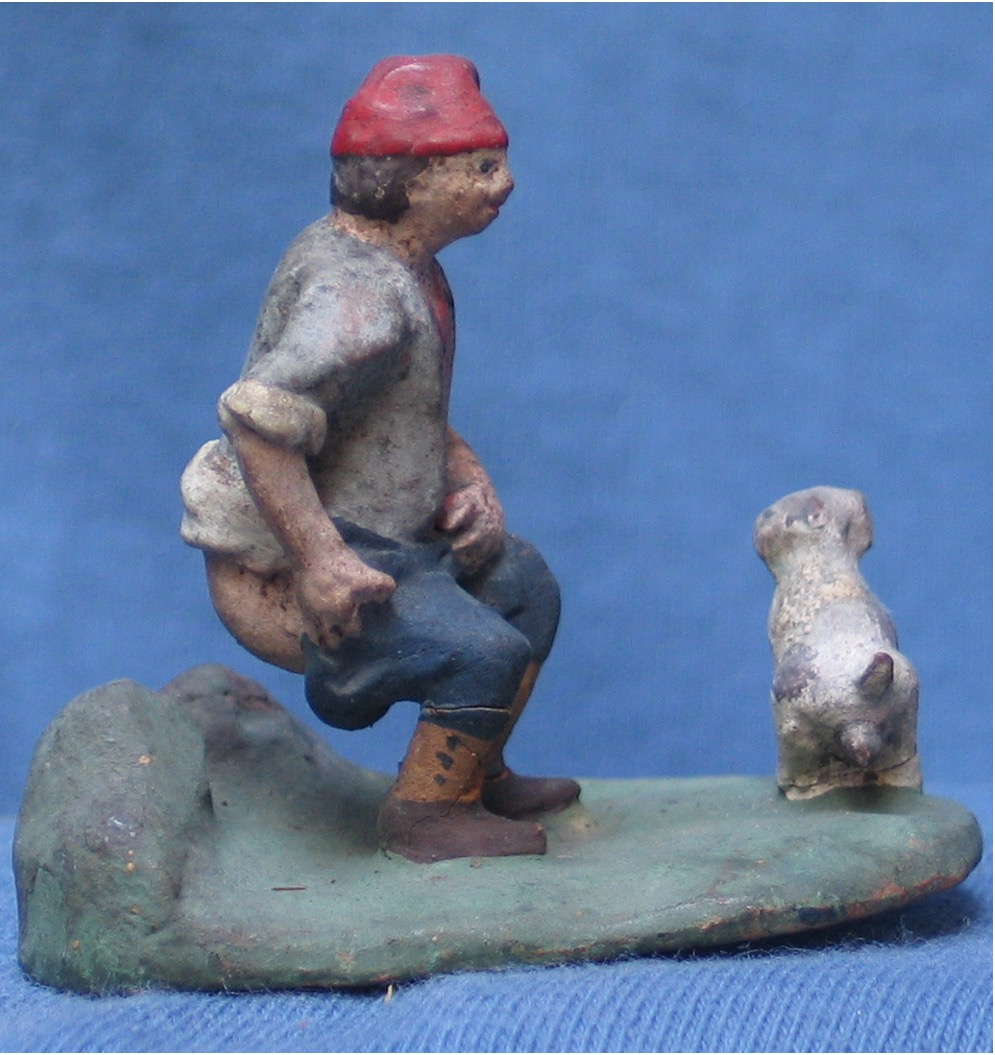
Caganer popular i gos

Malgrat ser a Catalunya el lloc on té més tradició i arrelament, el caganer es troba en diferents territoris. Fora dels Països Catalans i en la península Ibèrica, també es coneixen amb altres denominacions. A Múrcia, hi són coneguts com a cagones. Aquests van cofats amb una gorra amb visera o bé amb un mocador lligat al clatell. També a Portugal es troben aquestes figures anomenades cagões o caganeiros i solen portar un barret o bé la barretina portuguesa típica, de color verd i acabada en borla.
En alguns pessebres de Nàpols es troba una figura equivalent al caganer català, que rep la denominació de cacone o pastore che caca. Tanmateix, en la tradició pessebrística napolitana, és més coneguda una figura antiga d'un personatge que s'omplia d'aigua i funcionava per un sistema de ressort. En comprimir un dispositiu de goma, es buidava per la seva part davantera en forma de raig, amb la qual cosa el personatge simulava satisfer les seves necessitats.

## Materials

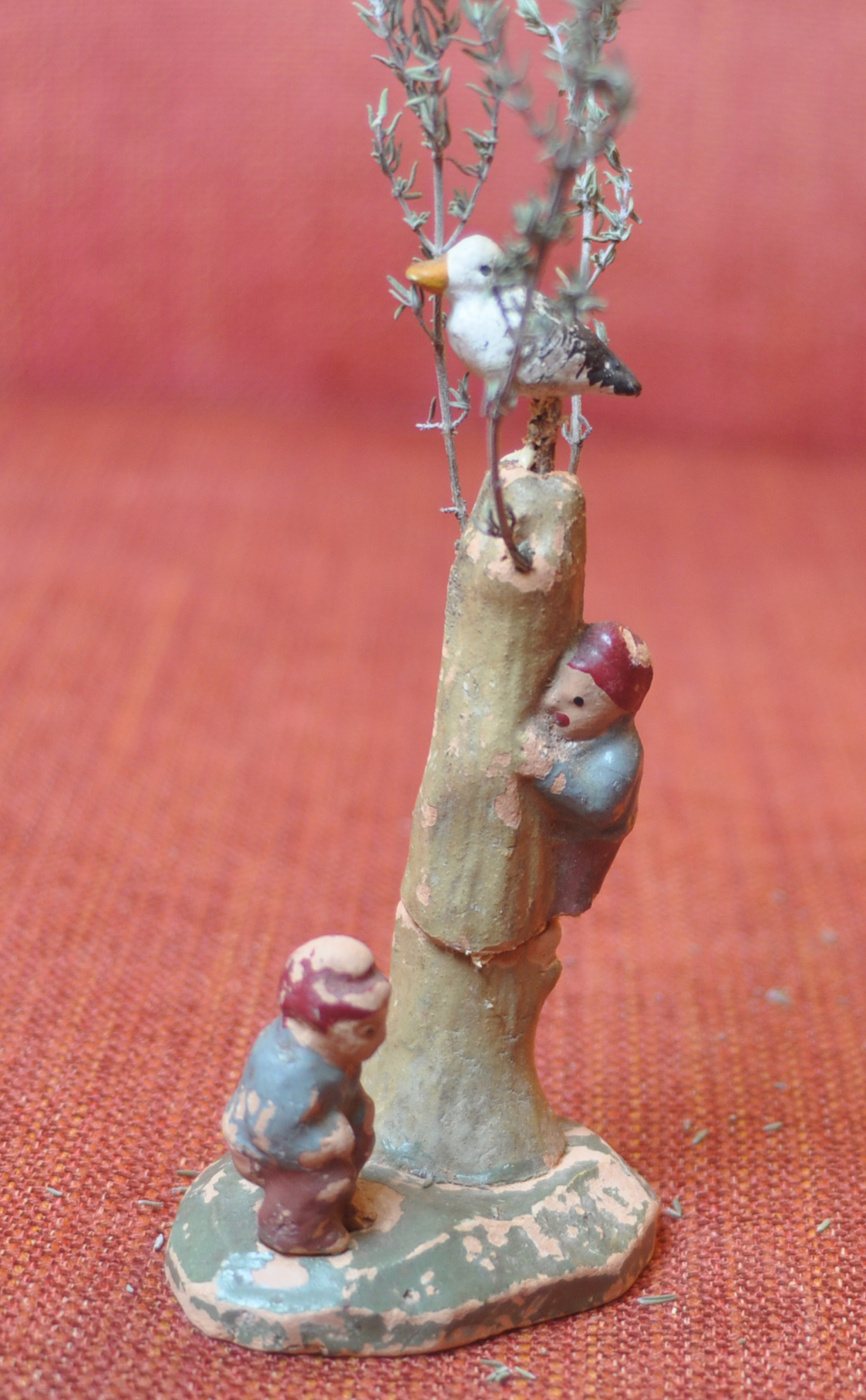
Nen caganer

Bona part dels caganers del pessebre són de fang emmotllat i cuit al forn. També n'hi ha d'altres que són fets de porcellana, de pisa o de guix, i entre els que no pertanyen al pessebre s'hi poden trobar de fusta, plom o estany. Darrerament, n'han aparegut d'altres materials, com el cartópedra o el plàstic.

## Interpretacions
El folklorista Joan Amades hi interpretava la seva presència com una forma d'invocar sort, ja que li atorgava la facultat d'adobar la terra del pessebre. Per a l'historiador del teatre i etnòleg Xavier Fàbregas, el caganer representaria una indiferència còsmica que contrasta amb la motivació espiritual despertada pel naixement del Redemptor. El periodista Joan de Déu Domènech l'ha identificat amb les peculiaritats del caràcter català perquè la figura no perd el temps i estalvia en adobs malgrat el naixement de Jesús de Natzaret.
Una teoria alternativa és la del pessebrista tirolès Norbert Mantl, que atribuïa un origen pagà al pessebre i considerava que el caganer era un element procedent del cristianisme primitiu. Per a Mantl, el Manneken-Pis, l'estàtua d'un nen orinant de la font de Brussel·les i que comparteix símils amb el caganer, representa un antic déu de rius i fonts que contribuïa amb aquesta acció a l'exermini del paganisme a l'albada del cristianisme.